# Molkerei Gropper

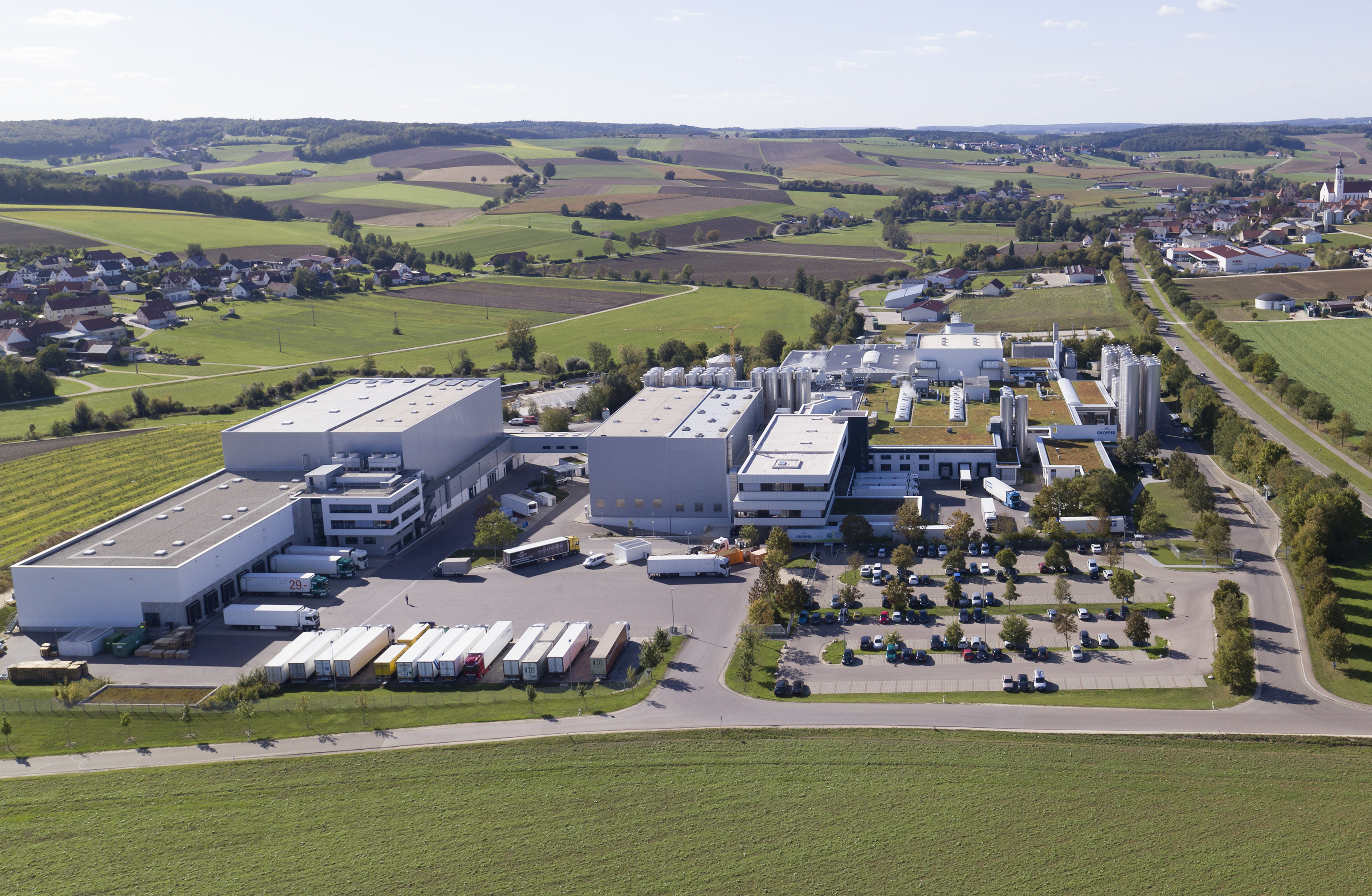
Luftbild Molkerei Gropper GmbH & Co. KG in Bissingen (2018)

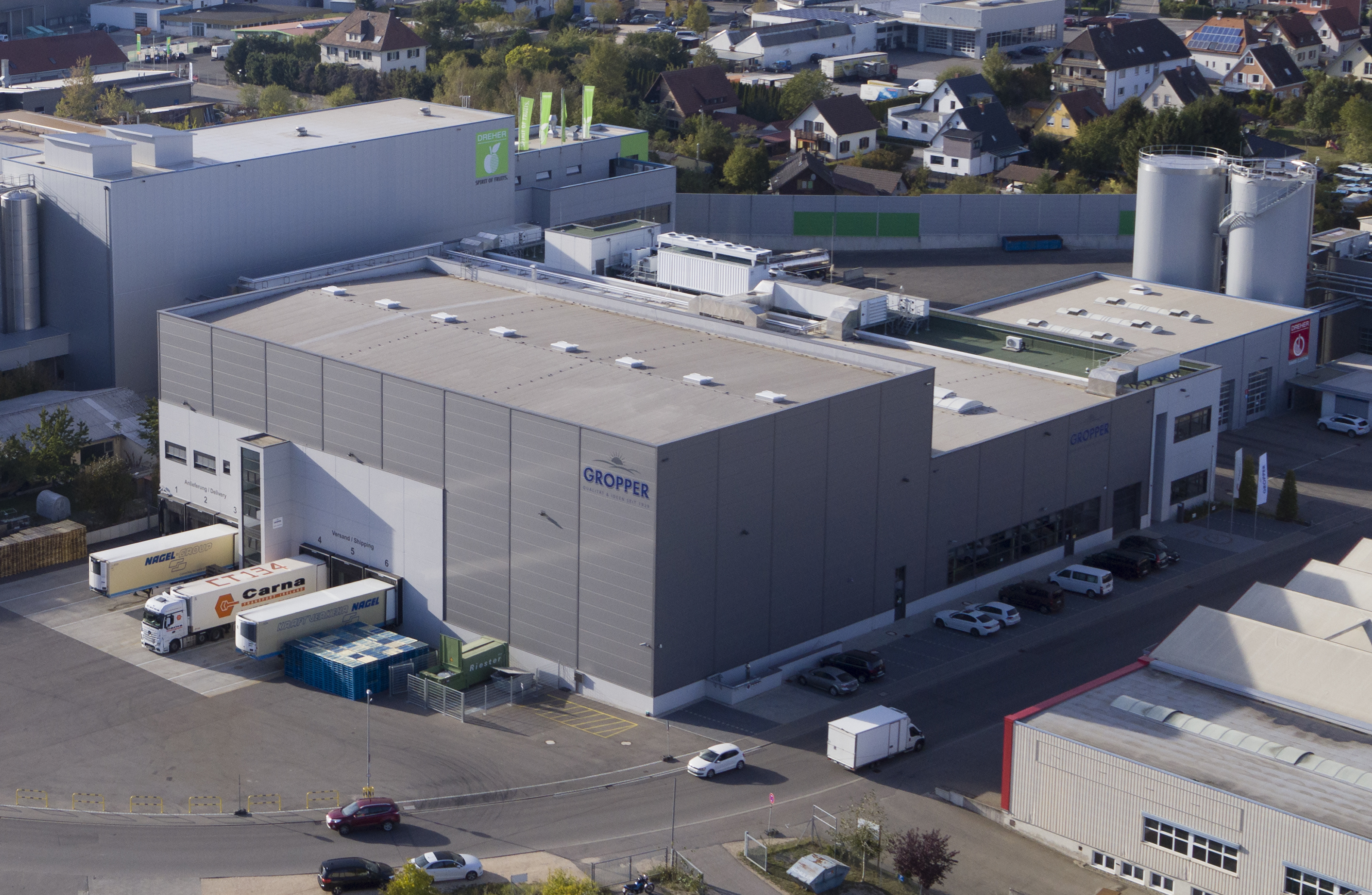
Luftbild Gropper Fruchtsaft GmbH & Co. KG in Stockach (2018)

Die Molkerei Gropper GmbH & Co. KG ist ein Unternehmen, das Milchprodukte, Direktsäfte und Smoothies für Handelsunternehmen herstellt oder als Kontraktpacker abfüllt. 
Neben dem Hauptstandort im bayerischen Bissingen befindet sich ein weiterer Standort, die Gropper Fruchtsaft GmbH & Co. KG, in Stockach. Die Molkerei Gropper gehört zu den führenden deutschen Anbietern von Handelsmarken und produziert für fast alle großen europäischen Handelshäuser.

## Kennzahlen
Zur Herstellung der Produkte werden jährlich rund 355 Millionen Kilogramm Milch von 874 Milchlieferanten zu Fertigprodukten verarbeitet. 80 Mio. kg davon ist Milch in Bio-Qualität (Stand 2020). Einen immer größeren Anteil am Umsatz erzielt dabei die Herstellung von Fertigkaffee, Fruchtsäften und Desserts. 60 Prozent der Produkte gehen an Kunden in Deutschland, 40 Prozent werden in andere europäische Länder exportiert.
Produkte der Molkerei Gropper haben das EU-Identitätskennzeichen mit dem Code DE BY-77723 EG, Produkte des Joint Ventures zwischen Gropper und Dr. Oetker in Moers besitzen das Kennzeichen DE NW-303 EG.

## Geschichte
Im Jahr 1929 übernahm Heinrich Gropper eine Käserei und Gastwirtschaft in Berg bei Donauwörth und gründete dort die Molkerei Gropper. Täglich wurden dort 600 Liter Milch zu Butter und Käse verarbeitet. 1953 stieg Heinrich Gropper sen., Sohn des Firmengründers, in das bereits stark gewachsene Unternehmen ein. Er wurde 1960 alleiniger Geschäftsführer.
1973 erfolgte der Umzug in das nahegelegene Bissingen. Die dort erworbene Molkerei wurde in den darauffolgenden Jahren kontinuierlich ausgebaut und die Entwicklung von Produkt- und Verpackungsneuheiten vorangetrieben.
Im Jahr 1987 führte das Unternehmen als erste Molkerei in Deutschland ein vollautomatisches Abfüllsystem für Mehrwegflaschen ein. Bis zu 60.000 Liter Milch wurden nun täglich verarbeitet. Damit gelang der Molkerei der Durchbruch am Milchmarkt als Spezialist für den Handel. Im Jahr 2007 wurde die Abfüllung in Mehrwegflaschen aufgrund veränderter Marktlage eingestellt.
1993 erwarb der Familienbetrieb – mittlerweile unter der Leitung von Heinrich Gropper jun. – die Lizenz für die Nutzung des Markennamens „Käfer“ aus dem gleichnamigen Münchner Feinkosthaus. Seit diesem Zeitpunkt war Gropper national tätig.
Der Ausbau des Sortiments machte im Jahr 1996 eine Erweiterung des Unternehmens notwendig. Gropper entschloss sich zu einem Neubau am Ortsrand von Bissingen. So entstand der heutige Firmensitz. Ein Jahr später erwarb Gropper die Münchner Traditionsmarke Deller und steigerte damit seine Absatzzahlen im Raum München.
2003 beschloss die Geschäftsführung um Heinrich Gropper jun., die Marke Gropper zu stärken, zugleich wurde die Marke Deller eingestellt.
Im darauffolgenden Jahr stieg die Molkerei in die Produktion von PET-Flaschen ein. 2005 wurde daraufhin eine zweite Abfüllanlage für PET installiert sowie das Hochregallager um 3.600 Stellplätze erweitert. 2009 stieg Gropper in die Produktion von Direktsäften (Fruchtsäfte) ein. Kurz danach wurde das Sortiment um Desserts erweitert. Laut einem Bericht der Financial Times Deutschland konnte das Unternehmen seinen Umsatz von 2002 bis 2011 mehr als verdoppeln. Vor allem der Anstieg der sogenannten Bio-Lebensmittel stellt einen Schwerpunkt dar.
2011 installierte die Molkerei zwei weitere Abfüllanlagen und begann mit dem Bau eines neuen Hochregallagers.
Ende 2012 nahm die Molkerei ein eigenes Gas-Blockheizkraftwerk in Betrieb, damit sollten 65 Prozent des Gesamtstrombedarfes gedeckt sowie geheizt werden. Da das Heizkraftwerk Wärme, Kälte und Strom ergibt, ist eine generelle Energieeinsparung und damit verbundene Reduzierung des CO2-Ausstoßes gewährleistet. Seit 2014 kann Gropper seinen Energiebedarf zu 95 Prozent selbst decken.
Zum 1. Juli 2018 startete Moers Frischeprodukte GmbH & Co. KG, ein Joint Venture von Gropper und der Dr. August Oetker KG. Oetker brachte dazu das 2004 erworbene Onken-Werk in Moers ein und Gropper leistete seinen Anteil in Geld, das der Modernisierung des Werkes dienen soll.

## Produkte und Sortimente
Die Molkerei Gropper stellt selbst Handelsmarken her oder arbeitet als Kontraktpacker für Markenartikelunternehmen. Das Produktsortiment umfasst vor allem Milch und Milchdrinks, Joghurt, Pudding und andere Desserts sowie Kaffeemilchmischgetränke, Direktsäfte und Smoothies.
Ein Teil der Direktsäfte des britischen Saft- und Smoothieherstellers innocent werden bei Gropper in Stockach für das europäische Festland abgefüllt.
Das Unternehmen bietet Unterstützung bei der Konzeption und Umsetzung von Verpackungs- und Vermarktungskonzepten bis zur Marktreife an, seit 2014 mit einer Innovationswerkstatt.

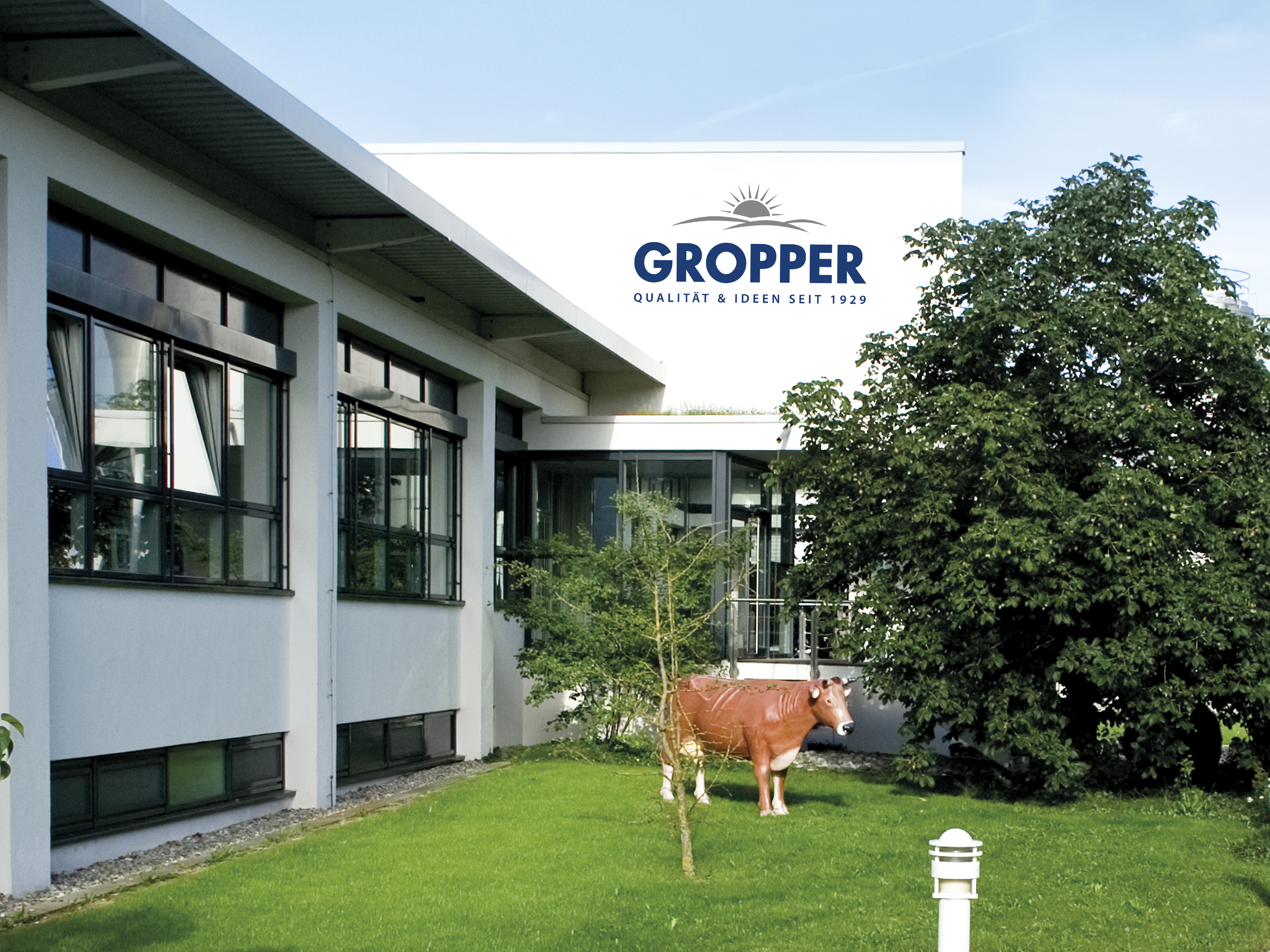
Hauptstandort Molkerei Gropper in Bissingen

Die Molkerei Gropper liefert Produkte nach Deutschland sowie in das europäische Ausland. Die Produkte werden als Handelsmarken für verschiedene Discounter und Einzelhandelsverbünde hergestellt.
Daneben produziert Gropper ein breites Sortiment an Produkten aus Bio-Milch. Die Molkerei ist berechtigt, Produkte mit dem GQ-Siegel zu kennzeichnen. Zudem verzichtet die Molkerei seit 2018 bei allen Milcherzeugnissen auf Gentechnik.
Seit 2017 produziert die Molkerei Gropper Tierwohlmilch, die unter dem Label des Deutschen Tierschutzbundes „Für Mehr Tierschutz“ erhältlich ist.

## Milcheinzugsgebiet
Das Einzugsgebiet der Molkerei umfasst zahlreiche Gemeinden aus Nordschwaben und Teilen Oberbayerns. Zu den Milchlieferanten des Unternehmens gehören 874 landwirtschaftliche Betriebe von Marktoberdorf bis Nördlingen und von Ulm bis Rosenheim. Darunter sind auch rund 130 ökologisch wirtschaftende Betriebe, die die Molkerei mit jährlich über 80.000 Tonnen ~ 800.000 Hektoliter Bio-Milch beliefern.

## Auszeichnungen
- Bundesehrenpreis des Bundesministeriums für Ernährung, Landwirtschaft und Verbraucherschutz (BMELV), 2012[15] bis 2020 neunmal in Folge[16]
- 2019: Auszeichnung als „Blühender Betrieb“ durch das Bayerische Umweltministerium[17]

## Trivia
Seit 2003 ist die Molkerei Sponsor und Namensgeber für den nach ihr benannten Gropper-Cup, ein alljährliches Tennisturnier des TSV Bissingen.